# デ・ソト・カウンティ級戦車揚陸艦
デ・ソト・カウンティ級戦車揚陸艦（英語: De Soto County-class tank landing ships）は、アメリカ海軍が運用していた戦車揚陸艦の艦級。基本計画番号はSCB-119。

## 設計
本級は、LST-1級以降アメリカ海軍が整備してきた艦首門扉方式LSTの最終発達型である。堪航性向上のため、前級であるテレボーン・パリッシュ級と比して排水量にして5割近く大型化し、船首楼が設けられたほか、艦首設計を更に洗練するとともに主機出力を増強することで、更なる速力向上を図っている。主機出力15,000馬力を確保するため、ディーゼルエンジン6基を減速機で2軸の推進器にまとめるマルチプル・ディーゼル方式が採用された。しかしこれでも最大速力は17ノットが限界であり、アメリカ海軍揚陸艦部隊が求める20ノットでの艦隊行動の実現には他の方策が必要であることが明白になった。
車両甲板は全長88メートル弱で1両あたり75トンまでの車両に対応でき、中戦車23両、兵員634名を含めて500トンの搭載能力があった。また、テレボーン・パリッシュ級と同様に上陸用舟艇用のダビット（通常は車両人員揚陸艇（LCVP）を搭載）を両舷2基ずつ設置していたのに加えて、上甲板には汎用揚陸艇（LCU）なら1隻、ヘリコプターなら5機まで搭載することができた。

## 同型艦
1954年・1955年度計画で8隻の建造が認められたが、後にLST-1172は建造中止となった。
| アメリカ海軍 | アメリカ海軍                              | アメリカ海軍   | アメリカ海軍   | アメリカ海軍   | 退役/再就役後  | 退役/再就役後  | 退役/再就役後                        |
| #            | 艦名                                      | 起工           | 就役           | 退役           | 再就役先       | #              | 艦名                                 |
| ------------ | ----------------------------------------- | -------------- | -------------- | -------------- | -------------- | -------------- | ------------------------------------ |
| LST-1171     | デ・ソト・カウンティ USS De Soto County   | 1956年9月      | 1958年6月      | 1972年7月      | イタリア海軍   | L 9890         | グラド NMM Nave Grado                |
| LST-1172     | 1955年建造中止                            | 1955年建造中止 | 1955年建造中止 | 1955年建造中止 | 1955年建造中止 | 1955年建造中止 | 1955年建造中止                       |
| LST-1173     | サフォーク・カウンティ USS Suffolk County | 1955年7月      | 1957年8月      | 1972年8月      |                |                |                                      |
| LST-1174     | グラント・カウンティ USS Grant County     | 1956年3月      | 1957年12月     | 1973年1月      | ブラジル海軍   | G 26           | ドゥケ・デ・カシアス Duque de Caxias |
| LST-1175     | ヨーク・カウンティ USS York County        | 1956年6月      | 1957年11月     | 1972年7月      | イタリア海軍   | L 9891         | カオルレ NMM Caorle                  |
| LST-1176     | グラハム・カウンティ USS Graham County    | 1957年2月      | 1958年4月      | 1977年3月      |                |                |                                      |
| LST-1177     | ロレイン・カウンティ USS Lorain County    | 1956年8月      | 1958年10月     | 1972年9月      |                |                |                                      |
| LST-1178     | ウッド・カウンティ USS Wood County        | 1956年10月     | 1959年8月      | 1972年5月      |                |                |                                      |